# Ignazio Marino
Ignazio Marino (Gènova, 10 de març de 1955) és un metge i polític  italià, membre del  Partit Demòcrata i alcalde de Roma des del 12 de juny de 2013 fins al 31 d'octubre del 2015.

## Biografia
Marino és metge especialista en trasplantaments, que va desenvolupar la seva carrera a Pittsburgh i va realitzar els dos primers trasplantaments de fetge de  babuí a persones en 1992 i 1993. Va ser membre del  Senat pel  Partit Demòcrata des de 2006 fins al 22 de maig de 2013. L'octubre de 2009 es va presentar com a candidat a la Secretaria General del partit després de la dimissió de Walter Veltroni, al costat de Pier Luigi Bersani i a Dario Franceschini; finalment, Bersani va guanyar amb més del cinquanta per cent dels vots.

### Alcalde de Roma
En les eleccions municipals de 2013 es va presentar a l'alcaldia de Roma. A la primera volta, celebrada el 26 de maig, va treure 12 punts d'avantatge sobre l'alcalde Gianni Alemanno i en la segona volta (9 de juny) va guanyar per vint punts.